# بيت الدشل (كحلان عفار)

تعديل مصدري - تعديل

بيت الدشل هي إحدى قرى عزلة بنى موهب بمديرية كحلان عفار التابعة لمحافظة حجة، بلغ تعداد سكانها 262 نسمة حسب تعداد اليمن لعام 2004.